# Robert Ullmann

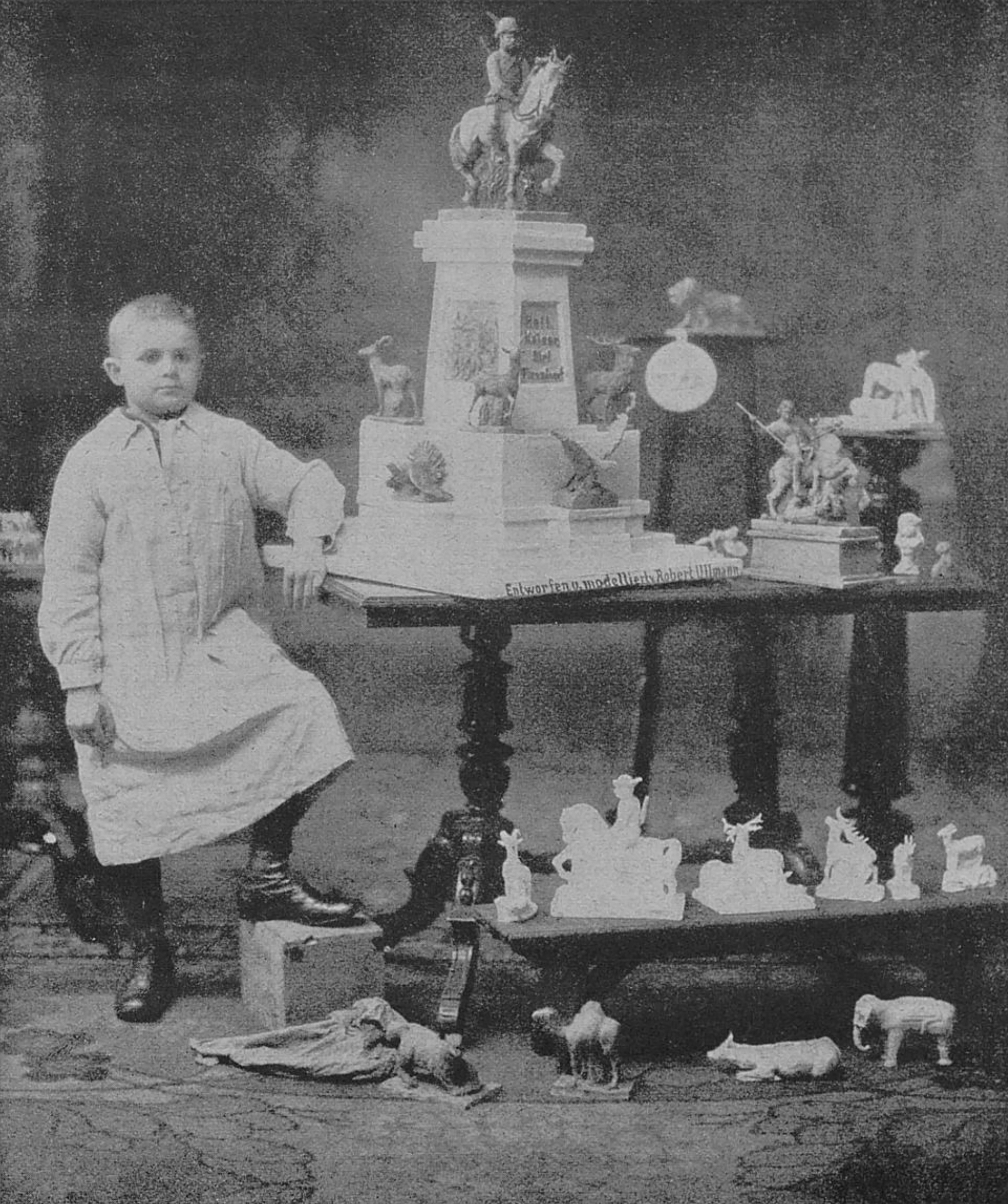
Der zehnjährige Robert Ullmann inmitten seiner Werke (1913)

Robert Ullmann (* 18. Juli 1903 in Mönchengladbach; † 19. März 1966 in Wien) war ein österreichischer Bildhauer und Medailleur.

## Leben
Vater Viktor Ullmann, Stoffdruck-Graveur von Beruf, und Mutter Pauline, geborene Kühnel, siedelten nach der Geburt des Sohnes Robert von Mönchengladbach in die Umgebung von Wien über. Seit seiner frühen Kindheit hatte Robert Ullmann gezeichnet und Silhouetten geschnitten; seit seinem fünften Jahr modellierte er in Ton. Mit 16 Jahren nahm er sein Studium an der Wiener Akademie für bildende Künste bei dem Bildhauer Josef Müllner auf und schloss es im Alter von 24 Jahren ab. Für sein Werk „Mutter und Kind“ wurde ihm 1927 der Rom-Preis verliehen. 1930 arbeitete er an einem Gefallenendenkmal in Nordfrankreich. Nach der Annexion Österreichs durch das Deutsche Reich (Anschluss) erhielt er vom NS-Regime den Auftrag für ein Mahnmal in Wöllersdorf/Niederösterreich.

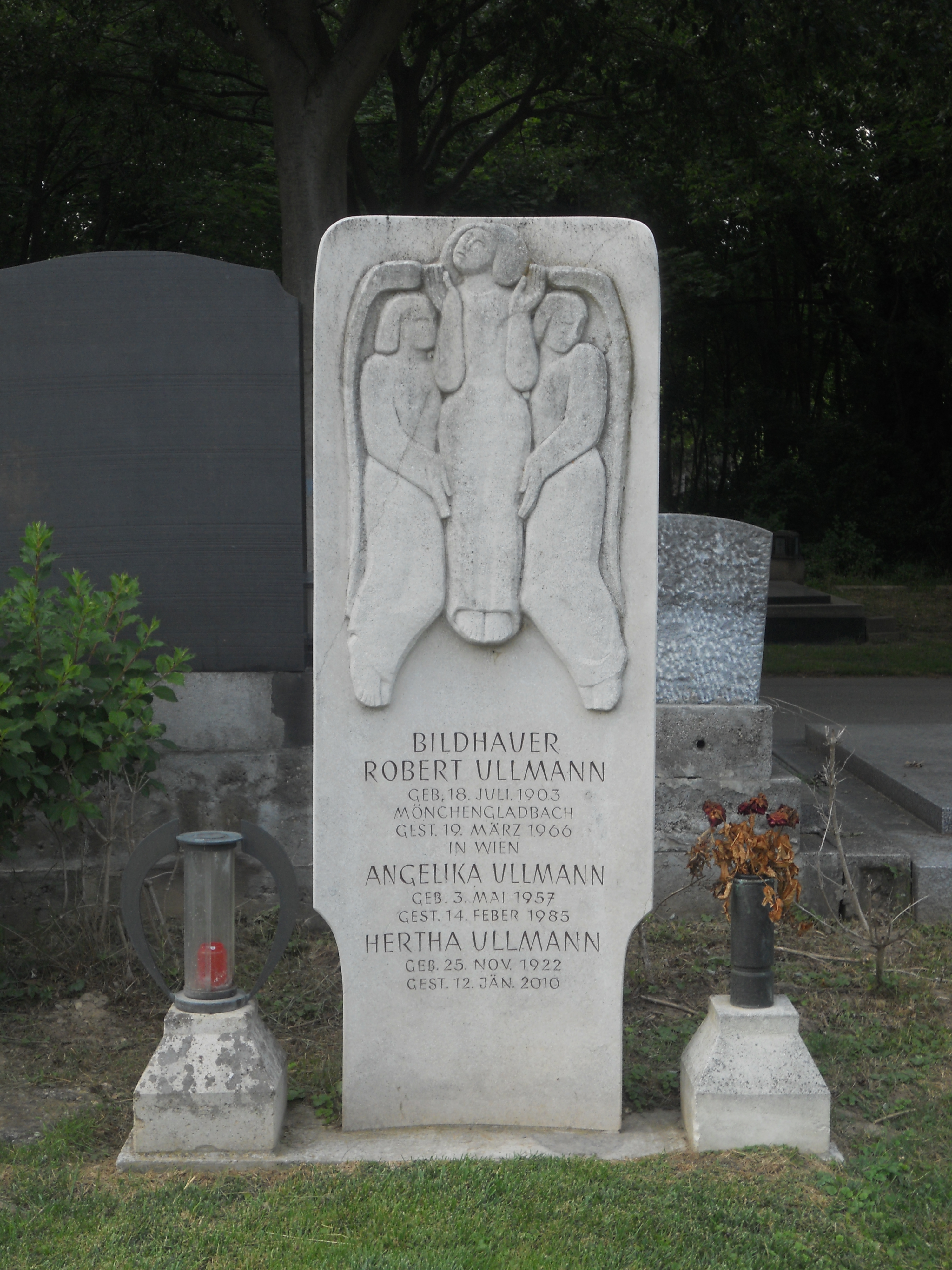
Grab am Zentralfriedhof

Seit 1931 hatte er im Prater in Wien ein Atelier in unmittelbarer Nachbarschaft seines Freundes und Kollegen Gustinus Ambrosi. Um 1940 übersiedelte er nach Berlin, wo ihm der Generalbauinspektor für die Reichshauptstadt Albert Speer ein zentralbeheiztes Ateliergebäude mit Wohnräumen und Garten in Berlin-Charlottenburg, Fraunhoferstraße 24, verschaffte. Er übernahm das Gebäude als Nachfolger von Arno Breker, der darin von 1935 bis 1939 gewirkt hatte. Dort schuf er für Speers Projekt der Umgestaltung Berlins zur Welthauptstadt Germania u. a. die dreifigurige 4,5 m hohe Brunnengruppe „Die Morgenröte“ (ausgestellt auf der Großen Deutschen Kunstausstellung in München 1943). Ullmann und Ambrosi hielten sich brieflich über ihre jeweiligen Kontakte zu Speer auf dem laufenden. So schrieb Ullmann am 25. März 1942 an Ambrosi: „...es würde mich und meine Frau sehr freuen, wenn Du bei Deinem nächsten Aufenthalt in Berlin, uns besuchen wirst“.
Am 22. April 1943 wurde Ullmanns Atelier in Berlin von Bomben zerstört. Der Künstler wich nach Breslau in ein Ersatzatelier aus, wo er bis zu seiner Einberufung zur NS-Wehrmacht im Oktober 1944 tätig war. Ullmann stand 1944 in der Gottbegnadeten-Liste des Reichsministeriums für Volksaufklärung und Propaganda.
Nach dem Krieg übersiedelte er mit seiner Familie ins Salzkammergut und kehrte 1948 in sein Staatsatelier nach Wien zurück.
Die Porzellanmanufaktur Meissen fertigte nach seinem Entwurf eine „Sinnende“ (Q 239) sowohl in Porzellan als auch in Böttger-Steinzeug. Ullmann war auch für die Porzellanmanufaktur Augarten tätig, wo er hauptsächlich Tierdarstellungen entwarf, aber auch einen heute sogenannten „Ullmann-Akt“.
Er wurde in einem ehrenhalber gewidmeten Grab auf dem Wiener Zentralfriedhof beigesetzt.

## Auszeichnungen
- 1927: Rom-Preis der Preußischen Akademie der Künste
- 1931: Staatsatelier
- 1953: Preis der Stadt Wien für Bildende Kunst
- 1961: Österreichisches Ehrenkreuz für Wissenschaft und Kunst I. Klasse

## Werke

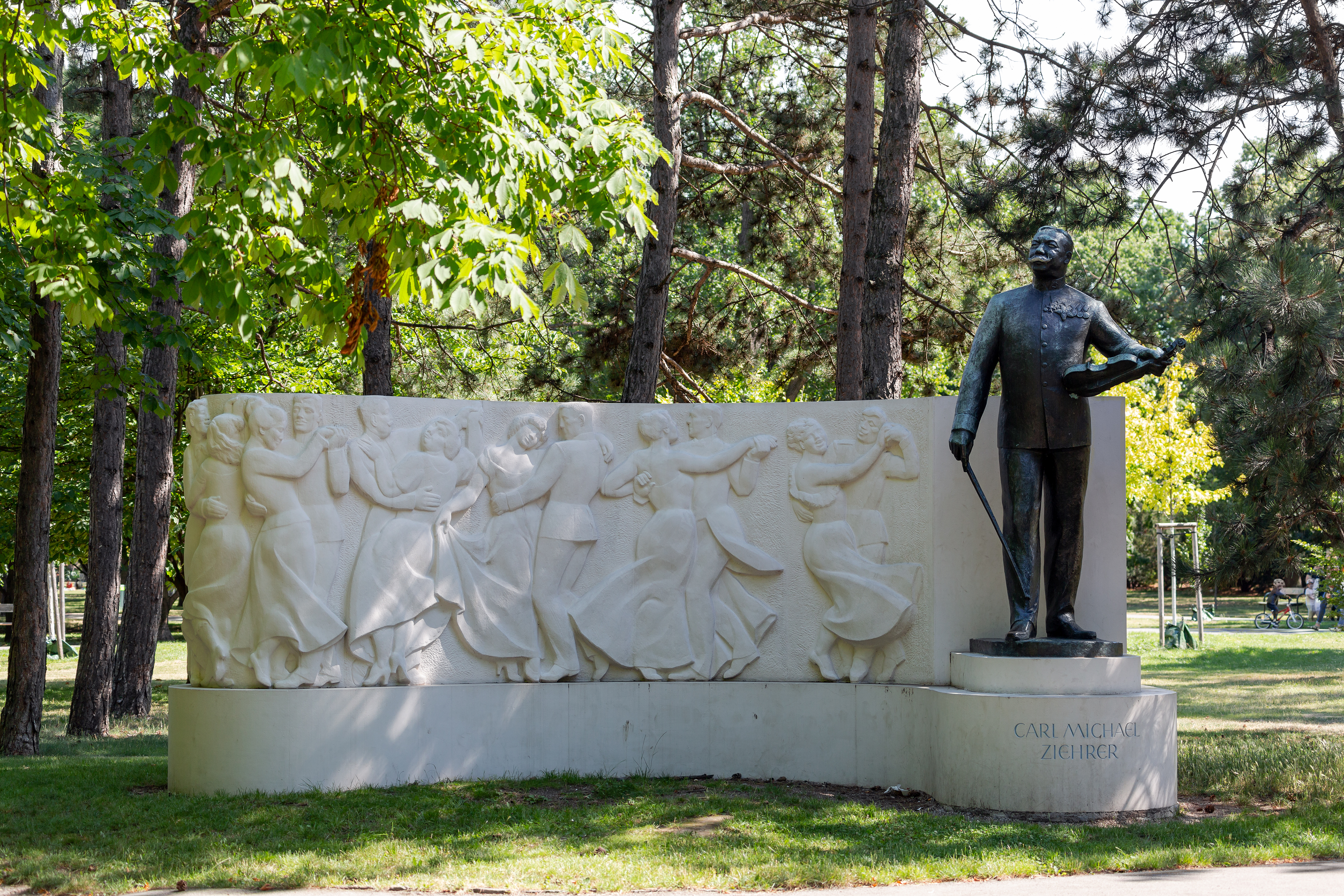
Carl-Michael-Ziehrer-Denkmal

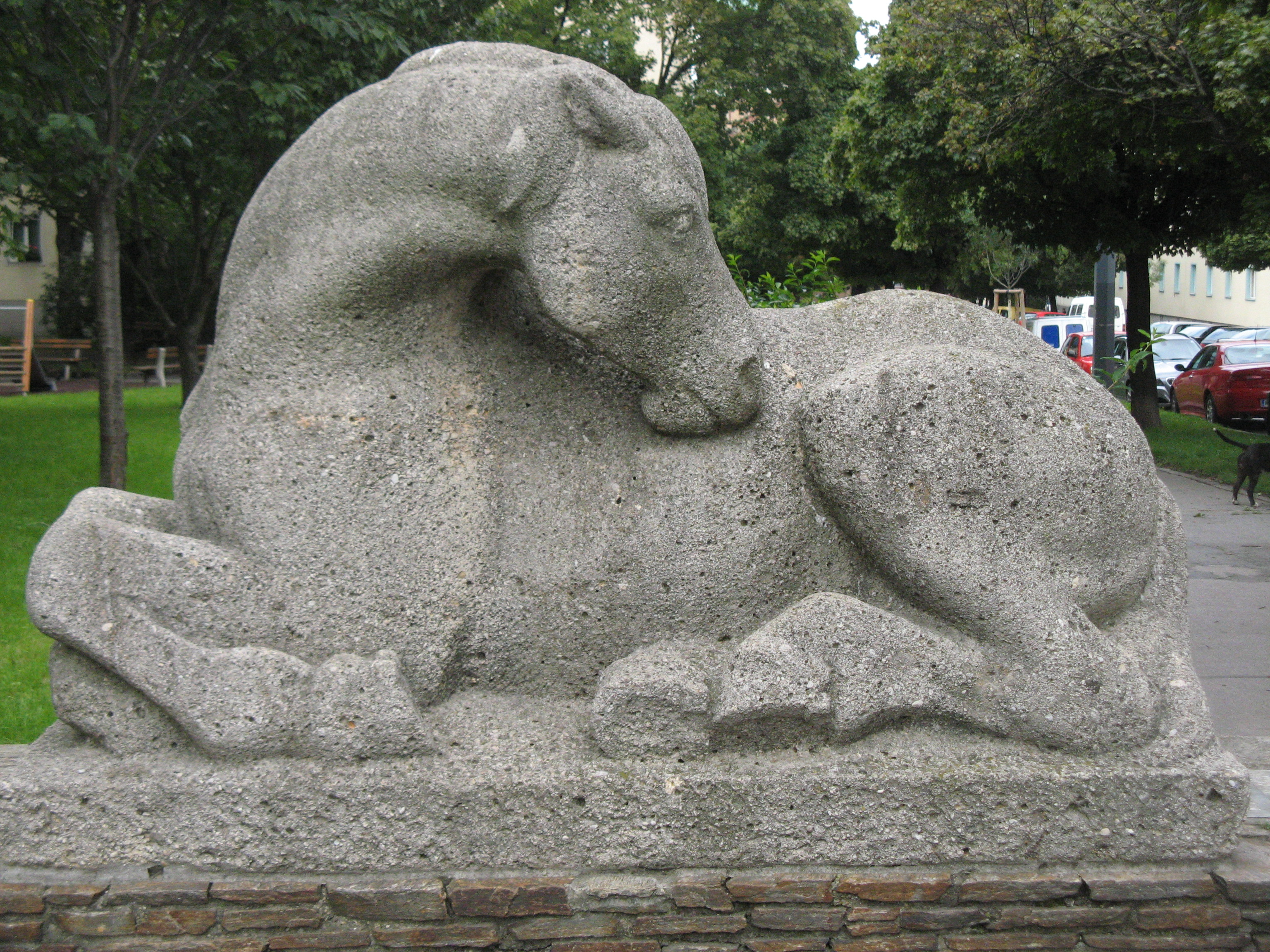
Natursteinplastik Liegendes Pferd

- Porträt von Franz Schubert an der Lichtentaler Pfarrkirche, Wien-Alsergrund, 1925, Marmorrelief
- Porträt von Franz Schubert an der Pfarrkirche St. Josef zu Margareten, Wien-Margareten, 1928, Relief
- Schäfers Klagelied von Franz Schubert (Zum Römischen Kaiser, Renngasse, Wien Innere Stadt), 1929, Relief
- Porträt von Wolfgang Amadeus Mozart (Maria-Geburt-Kirche, Wien-Landstraße), 1931, Relief
- Ehrengrab von Eduard Kremser (Wiener Zentralfriedhof), 1932, Bronzerelief
- Porträt von Joseph Haydn (Gumpendorfer Pfarrkirche, Wien-Neubau), 1932, Bronzerelief
- Hl. Maria in der Filialkirche Ortmann in Neusiedl südlich Pernitz, 1936, Monumentale Statue
- Heiliger Antonius (Friedenskirche, Wien-Favoriten), 1937, Holzfigur
- Ehrengrab von Adolf Kirchl (Wiener Zentralfriedhof), 1937, Bronzerelief
- Apostel Petrus, Apostel Johannes, Apostel Paulus und Apostel Jakobus der Ältere (Katholische Pfarrkirche Floridsdorf, Wien-Floridsdorf), um 1938, Steinfiguren
- Marienstatue (Florianikirche, Wien-Margareten), 1953, Holz
- Kinder und Schildkröte (Brunnen am Richard-Kralik-Platz, Wien-Döbling), 1954, Natursteinplastik
- Reliefsteine (Hugo Breitner Hof, Wien-Penzing), um 1956
- Liegendes Pferd (Troststraße 18, Wien-Favoriten), 1958, Natursteinplastik
- Carl-Michael-Ziehrer-Denkmal (Hauptallee, Wiener Prater), 1959[7]
- Gedenktafel für Frédéric Chopin, Wien-Innere Stadt, Kohlmarkt 9. Enthüllt am 22. Februar 1960,[8] Marmor
- Porträt von Elsa Brändström (Arne-Karlsson-Park, Wien-Alsergrund), 1965, Relief
- Himmelfahrt Christi (eigenes Ehrengrab am Wiener Zentralfriedhof), 1966, Relief
- Einseitige versilberte Bronzemedaille, 1928, 65 mm Viktor Keldorfer, österreichischer Komponist und Dirigent. Literatur: Niggl 985